# 凡妮莎·雷
凡妮莎·雷（英語：Vanessa Ray，1981年6月24日—），是一位美國女演員和歌手，以代表作《美少女的謊言》及《惡靈嬰弒》系列而知名。

## 個人生活
雷現在生活和工作兩者分別在洛杉磯和紐約市，2003年1月8日她嫁給演員Derek James Baynham，2007年，HGTV系列正在建設的第一個賽季捂著購房及裝修，並最終出售房子在多倫多。一段時間後，兩人於2009年離婚。
2015年3月，雷在Instagram和Twitter上宣布，她和她訂婚六年的男友蘭登·比爾德，他們並於2015年6月14日在加州結婚。

## 影視作品
- 2014年 《惡靈嬰弒》
- 2010年-《警網急先鋒》
- 2010年-《美少女的謊言》
- 2011年-《金裝律師》

## 外部連結
- 凡妮莎·雷在互联网电影资料库（IMDb）上的資料（英文）
- 凡妮莎·雷的X（前Twitter）
- 凡妮莎·雷的Instagram帳戶